# Pavlo Lazarenko
Pavló Ivánovich Lazarenko (en ucraniano: Павло Іванович Лазаренко), (nacido el 23 de enero de 1953) es un político ucraniano y ex primer ministro, que, en agosto de 2006, fue declarado culpable y condenado a prisión en los Estados Unidos por el blanqueo de capitales, el fraude y la extorsión de alambre. Según el conteo oficial de las Naciones Unidas, alrededor de 200.000.000 de dólares fueron saqueados por Lazarenko durante 1996-1997 del gobierno de Ucrania.

## Enlaces
- Portal oficial del Gobierno de Ucrania, Biografía de Pavlo Lazarenko (en inglés)

- Datos: Q559607
- Multimedia: Pavlo Lazarenko / Q559607